# Josef Sedláček
Josef Sedláček (né le 15 décembre 1893 à Vienne à l'époque en Autriche-Hongrie, aujourd'hui en Autriche et mort le 15 janvier 1985) est un joueur de football international austrio-tchécoslovaque (tchèque) qui évoluait au poste d'attaquant.

## Biographie

### Carrière en club
Avec le Sparta Prague, il remporte deux championnat de Tchécoslovaquie et une Coupe Mitropa.

### Carrière en sélection
Avec l'équipe d'Autriche, il joue un seul match (pour un but inscrit) en 1917. Après la scission de l'Autriche-Hongrie, il joue avec l'équipe de Tchécoslovaquie 13 matchs (pour 6 buts inscrits) entre 1920 et 1926. 
Avec la Tchécoslovaquie, il inscrit un triplé le 27 mai 1923 lors d'un match amical face à l'équipe d'Italie.
Il figure dans le groupe des sélectionnés lors des Jeux olympiques de 1920 puis de 1924. Il joue quatre matchs lors du tournoi olympique de 1920 organisé en Belgique et trois matchs lors du tournoi olympique de 1924 organisé à Paris.

## Palmarès
| Sparta Prague - Championnat de Tchécoslovaquie (1) : - Champion : 1925-26 et 1927. - Vice-champion : 1925. - Coupe Mitropa (1) : - Vainqueur : 1927. |  | Tchécoslovaquie - Jeux olympiques : - Argent : 1920. |